# Lukáš Budínský
Lukáš Budínský (* 27. března 1992 Praha) je český profesionální fotbalista, který hraje na pozici ofensivního záložníka za český klub MFK Karviná. V roce 2020 odehrál také 1 utkání v dresu české reprezentace.

## Klubová kariéra
Svoji fotbalovou kariéru začal ve Slavii Praha, odkud v průběhu mládeže zamířil nejprve do klubu FC Háje a následně do týmu Bohemians 1905.

### Bohemians Praha 1905

#### Sezóna 2010/11
V průběhu jarní části sezony 2010/11 se propracoval do "áčka". V jeho dresu debutoval ve 29. ligovém kole hraném 21. května 2011 proti FK Teplice (remíza 1:1), na hřiště přišel v 90. minutě namísto Jana Štohanzla. Jednalo se o jeho jediný start.

#### Sezóna 2011/12
Svůj první a zároveň jediný ligový gól v ročníku vsítil proti svému bývalému mužstvu, Slavii Praha. Střelecky se prosadil v posledním 30. kole v 61. minutě, ale konečné porážce 1:3 na půdě soupeře nezabránil. Bohemians skončili v sezoně na 15. místě a sestoupili do 2. ligy. Budínský během roku nastupoval pravidelně a připsal si v lize 27 střetnutí.

#### Sezóna 2012/13
Poprvé v sezoně se střelecky prosadil v pátém kole druhé nejvyšší soutěže, kdy svoji branku ze 75. minuty zvyšoval v utkání proti MFK OKD Karviná na konečných 5:1. Svoji druhou branku v ročníku dal na jaře 2013 proti 1. HFK Olomouc (výhra 5:1), když ve 25. minutě zvyšoval na průběžných 2:0. Za "Bohemku" nastoupil k 25 druholigovým zápasům a pomohl jí k návratu do první ligy.

#### Sezóna 2013/14
Bohemians Praha 1905 pomohl na jaře 2014 k záchraně, o kterou mužstvu bojovalo až do posledního kola. V lize si připsal pouze osm startů, z toho pouze ve dvou nenastoupil jako střídající hráč. Trenér Jozef Weber a později i kouč Luděk Klusáček dávali prostor jiným hráčům.

### MFK Karviná
V červenci 2014 odešel z Bohemians kvůli větší herní vytíženosti na půl roku hostovat do druhé nejvyšší soutěže, kde podepsal smlouvu s klubem MFK OKD Karviná.

#### Sezóna 2014/15
Svůj ligový debut v Karviné si odbyl 2. 8. 2014 v úvodním kole proti Baníku Most (remíza 1:1), odehrál 90. minut. Svého prvního gólu v karvinském dresu se dočkal ve 2. kole proti Fotbalu Třinec (výhra 3:1), když otevřel skóre střetnutí. Prosadil se i v následujícím kole hraném 16. srpna 2014 proti FK Kolín, v 89. minutě rozhodl z penalty o výhře 1:0. V 9. kole vsítil svoji třetí branku v ročníku, když 4. 10. 2014 rozhodl ve 47. minutě zápas proti Baníku Sokolov. Karviná díky jeho trefě zvítězila v poměru 2:1. Následně se dvakrát trefil do sítě MFK Frýdek-Místek (výhra 4:2) a jednou z pokutového kopu proti SFC Opava (výhra 1:0). Posedmé se trefil v odvetě proti Třinci 22. listopadu 2014 v 16. kole, kdy se podílel na výhře 3:1. Po skončení podzimu se vrátil do Bohemians, kde podepsal novou smlouvu. Následně zamířil zpět na hostování do Karviné. Na jaře 2015 se prosadil pouze jednou, v 61. minutě snižoval v souboji 18. kola s FC MAS Táborsko na 1:2, utkání nakonec skončilo remízou 2:2. Během ročníku v lize odehrál 20 zápasů.

#### Sezóna 2015/16
Svých prvních gólů v ročníku se dočkal ve 3. kole hraném 15. 8. 2015 proti Slavoji Vyšehrad (výhra 4:0), trefil se ve 27. a v 84. minutě. Další dvoubrankový večer prožil 5. září 2015, kdy pomohl k vítězství 3:0 nad Opavou. Popáté se trefil ve 22. minutě proti Dynamu České Budějovice, Karviná vyhrála vysoko 5:0. V 11. kole s rezervou Sigmy Olomouc srovnával 17 minut před koncem na 1:1, Olomouc nakonec vyhrála v poměru 2:1. Ve 20. kole hraném 26. 3. 2016 vstřelil v páté minutě nastavení jedinou branku zápasu proti FC Sellier & Bellot Vlašim. Svůj osmý gól dal do sítě Baníku Sokolov, když v 52. minutě zvyšoval na konečných 2:0. 8. května 2016 otevřel skóre utkání proti FC Hradec Králové, Karviná zvítězila 2:0. Podesáté se střelecky prosadil následující týden ve 27. kole proti Táborsku (remíza 1:1). Ve 29. kole se trefil z penalty ve 48. minutě do sítě FK Pardubice (výhra 2:0). Toto vítězství dalo Karviné definitivní jistotu postupu do nejvyšší soutěže. Celkem v ročníku 2015/16 odehrál 28 druholigových zápasů. S 11 vstřelenými brankami se navíc stal společně s tehdy varnsdorfským Ladislavem Martanem druhým nejlepším střelcem Fotbalové národní ligy, za nejlepším kanonýrem Janem Pázlerem z FC Hradec Králové zaostali o šest branek.

#### Sezóna 2016/17
V létě 2016 do Karviné přestoupil, s vedením mužstva podepsal tříletý kontrakt. Svého premiérového gólu za Karvinou v 1. lize docílil 10. září 2016 v šestém kole proti Vysočině Jihlava (výhra 3:0), ve 13. minutě dal branku na 1:0. Následně se trefil dvakrát 30. 10. 2016 v souboji nováčků, Karviná i díky jeho trefám z 6. a 78. minutě porazila Hradec Králové 4:3. Svůj třetí gól dal proti FK Mladá Boleslav, zápas skončil remízou 1:1. Následně se trefil v odvetě proti Jihlavě hrané 11. března 2016, když v 15. minutě otevřel skóre střetnutí. Svůj šestý gól v ročníku dal 19. 3. 2017 v následujícím 21. kole proti FC Viktoria Plzeň (prohra 2:3), prosadil se v 75. minutě.

### FK Mladá Boleslav
V roce 2019 Lukáš Budínský přestoupil do Mladé Boleslavi. Budínský se ihned rozstřílel a nasázel 13 branek. Toto mu stačilo k 2. místu střelecké tabulky. Jeho cena na Transfermarktu vystoupila až na 900 tisíc eur. Sezona 2021 mu zatím moc nevychází, ve 24 zápasech vstřelil pouze 1 branku. Cena klesla na 700 euro. Ve 25. zápasu proti Spartě v nastavení se výstavně trefil nůžkami, ale Boleslav stejně prohrála po divoké přestřelce 4:5.

## Reprezentační kariéra
Dne 6. září 2020 dostal svoji první pozvánku do českého národního týmu na zápas Ligy národů proti Skotsku. K tomu mu napomohla i nucená karanténa prvního týmu, který odehrál zápas se Slovenskem. Česko prohrálo 1:2.

## Klubové statistiky
Aktuální k 20. březnu 2017
| Sezona  | Klub                    | Soutěž             | Zápasy | Góly |
| ------- | ----------------------- | ------------------ | ------ | ---- |
| 2010/11 | Bohemians 1905          | Gambrinus liga     | 1      | 0    |
| 2011/12 | Bohemians 1905          | Gambrinus liga     | 27     | 1    |
| 2012/13 | Bohemians 1905          | 2. liga            | 25     | 2    |
| 2013/14 | Bohemians Praha 1905    | Gambrinus liga     | 8      | 0    |
| 2014/15 | MFK OKD Karviná (host.) | FNL                | 20     | 8    |
| 2015/16 | MFK Karviná             | FNL                | 28     | 11   |
| 2016/17 | MFK Karviná             | ePojisteni.cz liga | 29     | 7    |
| 2017/18 | MFK Karviná             | HET liga           | 27     | 8    |
| 2018/19 | MFK Karviná             | Fortuna:liga       | 33     | 9    |
| 2019/20 | FK Mladá Boleslav       | Fortuna:liga       | 34     | 13   |
| 2020/21 | FK Mladá Boleslav       | Fortuna:liga       | 25     | 2    |